# Cratere Woking
Woking  è un cratere sulla superficie di Marte.